# Chimichagua
Chimichagua là một khu tự quản thuộc tỉnh Cesar, Colombia. Thủ phủ của khu tự quản Chimichagua đóng tại Chimichagua Khu tự quản Chimichagua có diện tích 1569 ki lô mét vuông. Đến thời điểm ngày 28 tháng 5 năm 2005, khu tự quản Chimichagua có dân số 29186 người.